# Beeldenmaker
Beeldenmaker is een term die vaak opduikt in rekeningen en archieven uit de middeleeuwen. Een kunstenaar kon schilder, beeldenmaker of verlichter (verluchter of miniaturist) zijn. Men zou hierbij denken aan een houtsnijder of een beeldhouwer maar dat is niet correct, een beeldenmaker is een schilder. In Brugge werd het ambacht van de schilders trouwens het ambacht van de beeldenmakers genoemd of voluit het ambacht van de beelden- en zadelmakers.
Waarschijnlijk had de term beeldenmaker een oudere en engere betekenis dan schilder. Oorspronkelijk verwees de naam beeldenmaker naar een schilder die afbeeldingen maakte van een religieuze figuur zoals Maria of een heilige. Het konden ook afbeeldingen zijn van wereldlijke heersers of wapenschilden maar in essentie een statische afbeelding, vergelijkbaar met wat we een icoon noemen in de religieuze kunst.
De kunstenaar die taferelen schilderde werd schilder genoemd. In de tweede helft van de 15e eeuw verdween de term.
Tegenwoordig ziet men de term "beeldenmaker" soms gebruikt als algemene benoeming voor iemand die driedimensionale beelden maakt, maar dat is niet in lijn met de oude betekenis.